# Guerra bizantino-sasánida (602-628)
La guerra bizantino-sasánida del 602-628 fue la última y más devastadora de las guerras romano-sasánidas. La disputaron el Imperio bizantino y el Imperio sasánida. La contienda anterior entre las dos potencias había acabado en el 591, cuando el emperador Mauricio ayudó al rey sasánida Cosroes II a recuperar el trono persa. En el 602, Mauricio fue asesinado por su rival Focas. Cosroes declaró entonces la guerra al asesino, en teoría para vengar al difunto Mauricio. La guerra resultó ser la más larga disputada entre las dos potencias, de varias décadas de duración, y se disputó por todo el Oriente Próximo, desde Egipto hasta el Cáucaso, pasando por el Levante, Mesopotamia, Anatolia, Armenia, el mar Egeo o las murallas de Constantinopla.
La suerte de la guerra fue favorable a los persas durante las primeras dos décadas del conflicto, hasta el 622, y así pudieron apoderarse de gran parte del Levante, Egipto, varias islas del Egeo y parte de Anatolia. El advenimiento del emperador Heraclio en el 610 marcó el comienzo de un cambio en la guerra, por el que se restableció la situación anterior a su principio. Las campañas persas del emperador bizantino, verificadas entre el 622 y el 626, obligaron a los persas a mantenerse a la defensiva. Sin embargo, se coligaron con los ávaros y los eslavos y sitiaron la capital bizantina en el 626, sin lograr entrar. En el 627, Heraclio invadió a su vez el núcleo del imperio enemigo y obligó a los sasánidas a solicitar la paz.
El conflicto agotó a los dos imperios y no les otorgó ninguna ventaja. Les volvió, por el contrario, vulnerables al islam, cuyos ejércitos invadieron su territorio algunos años después de concluir la larga contienda. En pocos años, las huestes musulmanas conquistaron todo el Imperio sasánida y despojaron a Bizancio del Levante, Egipto, Armenia y el Magreb. En los siglos siguientes, gran parte de lo que quedó del Imperio bizantino tras las primeras conquistas musulmanas y todas las tierras del sasánida quedaron incluidas en Estados musulmanes.

## Antecedentes
Tras décadas de enfrentamiento sin claro vencedor, el emperador Mauricio puso fin a la guerra con los sasánidas en el 591 colaborando con Cosroes, príncipe sasánida en el exilio y futuro Cosroes II, para que este recuperase el trono del usurpador Bahrām Chobin. A cambio, los sasánidas cedieron a los bizantinos parte de la Mesopotamia nororiental, gran parte de la Armenia persa y de Iberia, aunque se ignoran los detalles del acuerdo entre las dos partes. Además, los persas perdonaban el oneroso tributo que hasta entonces les habían pagado los bizantinos. El emperador Mauricio emprendió luego nuevas campañas con el objetivo de acabar con las incursiones eslavas y ávaras en la región.
La liberalidad y las campañas de Tiberio II habían acabado con el superávit de la hacienda imperial que databa de tiempos de Justino II. Para acumular reservas, Mauricio aplicó una serie de estrictas medidas fiscales y redujo las soldadas, lo que originó cuatro motines en el Ejército. El último de estos, que estalló en el 602, se desató a raíz de la orden imperial de que las tropas destacadas en el Cáucaso debían vivir de lo que obtuviesen del territorio durante el invierno. Los soldados proclamaron entonces emperador a Focas, un centurión tracio. Mauricio trató de defender la capital del asalto rebelde armando a los azules y los verdes –forofos de los principales equipos de carreras de cuadrigas del hipódromo–, pero fracasó. Huyó de la ciudad, pero pronto fue capturado y asesinado por los soldados de Focas.

## Estallido del conflicto

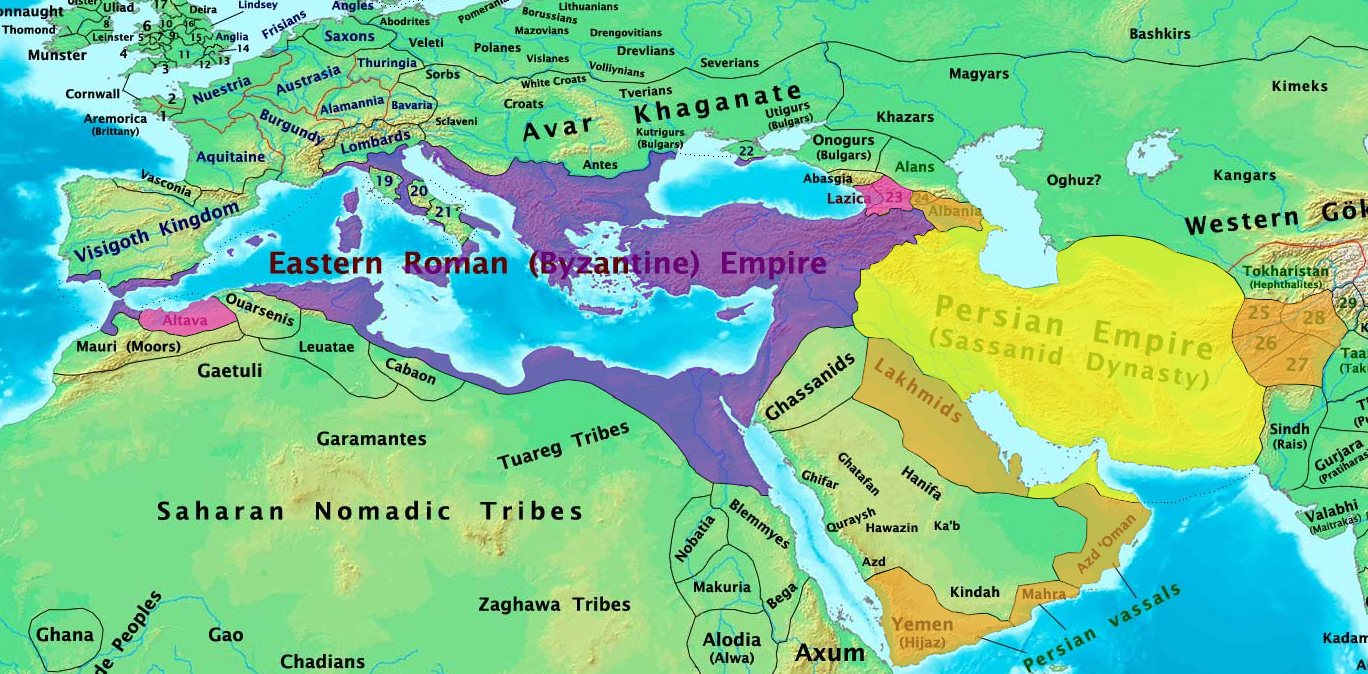
Los imperios bizantino y sasánida en el 600.

Tras el asesinato de Mauricio, Narsés, gobernador de la provincia bizantina de Mesopotamia, se rebeló contra el usurpador Focas y ocupó Edesa, una importante ciudad de la provincia. El emperador Focas encargó entonces al general Germano que la asediase, lo que impelió a Narsés a solicitar el auxilio del rey persa Cosroes II. Este se apresuró a socorrerlo, interviniendo teóricamente para vengar el asesinato de Mauricio, a quien describía como amigo y padre, pero, en la práctica, para atacar a los bizantinos y recobrar Armenia y Mesopotamia.
El general Germano pereció combatiendo a los persas. Otro ejército que Focas envió contra Cosroes fue vencido cerca de Dara, en la Alta Mesopotamia; a continuación, en el 605, los persas se apoderaron de esta, que era a la sazón una fortaleza notable. Narsés escapó de Leoncio, un eunuco al que Focas había encomendado capturarlo, pero, cuando trató de regresar a la capital para parlamentar con este, el emperador lo prendió y lo hizo quemar vivo. La muerte de Narsés y la incapacidad de Focas para detener a los persas dañó el prestigio de este.

## La rebelión de Heraclio

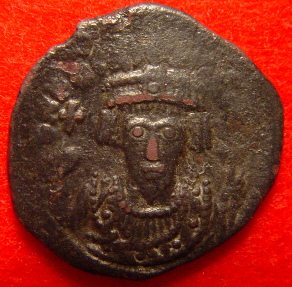
Moneda de cobre del emperador Focas.

En el 608, el general Heraclio, exarca de África, se amotinó instigado por el también general Prisco, conde de los excubitores y yerno de Focas. Heraclio se proclamó cónsul junto con su hijo y tocayo, lo que suponía reclamar implícitamente el título de emperador, y comenzó a acuñar moneda con la imagen de ambos con indumentaria consular.
Casi al mismo tiempo, estallaron otras rebeliones en Siria y Palaestina Prima, como consecuencia de la encabezada por Heraclio. En el 609 o el 610, el patriarca de Antioquía, Anastasio II, falleció. Numerosas fuentes afirman que los judíos participaron en la lucha, pero se desconoce si pertenecían a distintas facciones o si se oponían a los cristianos. Focas reaccionó nombrando a Bono comes Orientis (conde oriental) para que pusiese fin a la violencia. Este castigó a los verdes de Antioquía, uno de los equipos del hipódromo, como culpables de la violencia del 609.
Heraclio envió a su sobrino Nicetas al asalto de Egipto. Bono a su vez acudió a detenerlo, pero Nicetas lo venció a las afueras de Alejandría. Nicetas se adueñó de la provincia en el 610, y afianzó su control merced a la ayuda del patriarca Juan el Limosnero, que había obtenido el puesto gracias a la intercesión de aquel.
El grueso de las fuerzas rebeldes, sin embargo, se envió por mar, al mando de Heraclio el Joven, a Constantinopla, para apoderarse de ella. La resistencia a la invasión fue escasa y poco después el patricio Probo entregó a Focas a Heraclio. Focas fue ajusticiado.
Heraclio padre desaparece poco después de los documentos, por lo que se supone que debió morir, aunque se desconoce en qué fecha lo hizo.
Tras desposar a su sobrina Martina y ser coronado por el patriarca, Heraclio el Joven, por entonces con treinta y cinco años, comenzó a gobernar. El hermano del difunto Focas, Comentiolo, tenía a su mando un ejército considerable en la Anatolia central, pero Heraclio no tuvo que enfrentarse a él puesto que fue asesinado por un oficial armenio, Justino. El retraso en el cambio de jefe de este ejército, sin embargo, les permitió a los persas seguir avanzando en Anatolia. Para aumentar los ingresos y reducir los gastos de la hacienda imperial, Heraclio limitó el personal eclesiástico en la capital cuyo sueldo sufragaba el tesoro. Al mismo tiempo, empleó una serie de ceremonias para tratar de legitimar su poder; con el mismo fin, se forjó fama de justo.

## Ventaja persa

La frontera romano-persa en la Antigüedad Tardía y el trazado del año 591.

Los persas aprovecharon la guerra civil bizantina para adueñarse de ciertas ciudades fronterizas en Armenia y la Alta Mesopotamia. Conquistaron Mardin y Amida, situadas junto al Éufrates, en el 609. Edesa, que algunos cristianos creían que el propio Jesús defendería contra todo enemigo del rey Abgaro, cayó en el 610.
En Armenia, la estratégica ciudad de Teodosiópolis se rindió en el 609 o el 610 a Ashtat Yeztayar, gracias a la intervención de un hombre que se hizo pasar por Teodosio, el primogénito del difunto emperador Mauricio, que había compartido la corona con él y que se suponía que se había refugiado con Cosroes. En el 608, los persas acometieron una incursión por Anatolia que los llevó hasta Calcedonia, ciudad ubicada frente a Constantinopla, en la orilla opuesta del Bósforo. La conquista persa fue gradual: para cuando Heraclio obtuvo el trono bizantino, los persas se habían apoderado de todas las ciudades romanas al este del Éufrates y en Armenia y habían penetrado en Capadocia; en esta el general Shahin había conquistado Cesarea. En esta los sitió Prisco —el yerno de Focas que había instigado la rebelión de Heraclio padre— durante un año.
El advenimiento de Heraclio no eliminó la amenaza persa. El nuevo emperador empezó por tratar de firmar la paz, aprovechando el derrocamiento de Focas, cuya usurpación había sido el motivo teórico de la contienda. Los persas rechazaron su oferta de paz, ya que la situación militar les era muy favorable. El historiador Walter Kaegi afirma que es posible que los persas deseasen recuperar los territorios del antiguo Imperio aqueménida o incluso pretendiesen extenderse más allá de las fronteras que había tenido este, pero la pérdida de los archivos persas no permite corroborarlo.

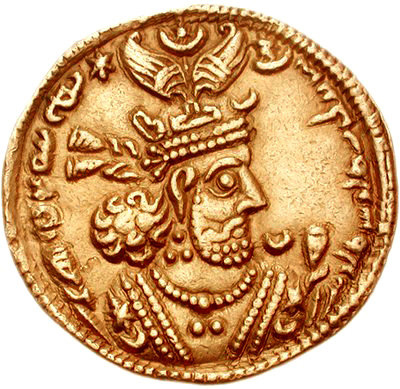
Moneda de oro con la efigie de Cosroes II.

Según la costumbre, los emperadores bizantinos no dirigían en persona los ejércitos. Heraclio, no obstante, soslayó la tradición y marchó a participar en el cerco de Cesarea. Prisco fingió estar enfermo para no reunirse con el emperador. Esto supuso una afrenta para el soberano quien, sin embargo, disimuló su disgusto y regresó a la capital en el 612. Mientras, las fuerzas de Shahin se zafaron del cerco de Prisco e incendiaron Cesarea, lo que disgustó mucho al emperador bizantino. En consecuencia, el soberano relevó a Prisco del mando; también perdieron sus puestos otros oficiales que habían servido a Focas. A Filípico, antiguo general de Mauricio, Heraclio lo nombró general en jefe, pero resultó incapaz de detener a los persas, a los que evitó enfrentarse en batalla campal. Por ello Heraclio lo destituyó y asumió personalmente el mando junto con su hermano Teodoro, con la intención de que el ejército contase con un jefe firme.
Por su parte, Cosroes aprovechó la incompetencia de los generales de Heraclio para penetrar en Siria, expedición que quedó a cargo del general Shahrbaraz. Heraclio trató de detener al enemigo en Antioquía, pero Shahin venció a los ejércitos bizantinos mandados por el emperador y Nicetas, que habían recibido la bendición de san Teodoro Siceota. Se desconocen los pormenores de la batalla. Los persas saquearon la ciudad tras la lid, asesinaron al patriarca y deportaron a muchos de sus ciudadanos. Los ejércitos romanos fueron batidos de nuevo al intentar defender la zona de las Puertas Cilicias. Esto les permitió a los persas atravesarlas y conquistar Tarso y la llanura cilicia. La grave derrota bizantina partió en dos al imperio y dejó a la capital y a Anatolia incomunicadas por tierra del resto del imperio (Siria, Palestina, Egipto y el exarcado de África).

## Conquistas sasánidas

### Conquista de Jerusalén

Las campañas del 611 al 624 en Siria, Anatolia, Armenia y Mesopotamia.

La resistencia a la invasión en Siria fue escasa y aunque algunos se fortificaron, la mayoría optó por pactar con los persas. Las ciudades de Damasco, Apamea y Emesa cayeron en su poder en el 613, lo que les permitió continuar su avance hacia el sur y penetrar en la Palaestina Prima. Nicetas siguió hostigándolos, pero fue derrotado en Adhri'at. Luego obtuvo una modesta victoria cerca de Emesa, en una batalla en la que los dos bandos sufrieron copiosas bajas —entre ambos, hubo veinte mil muertos—. La debilidad bizantina les permitió en todo caso a los persas, coligados con los judíos, apoderarse de Jerusalén, tras tres semanas de cerco. Las fuentes antiguas afirman que entre 57 000 y 66 500 personas fueron asesinadas tras la conquista; otras 35 000 fueron deportadas a Persia, entre ellas el patriarca Zacarías.
Los persas incendiaron muchas de las iglesias de la ciudad, incluida la del Santo Sepulcro y la de la Resurrección, y se llevaron abundantes reliquias, como la Vera Cruz, la lanza de Longino y la esponja sagrada, a Ctesifonte, capital sasánida. Muchos cristianos bizantinos interpretaron la pérdida de estas reliquias como un signo del descontento de Dios. Algunos culparon del desastre y de la pérdida del Levante en general a los judíos. Había informes que indicaban que los hebreos habían colaborado con los persas en la conquista de algunas ciudades y de que, en algunas ya conquistadas, habían tratado de asesinar cristianos, aunque no lo habían conseguido. El contenido de estos informes, no obstante, es muy probable que exagerase la situación y fuese fruto de la histeria general que desató la invasión.

### Egipto
En el 618, el ejército de Shahrbaraz invadió Egipto, provincia que desde hacía tres siglos no había sido teatro de guerra alguna. Los monofisitas de Egipto rechazaban los preceptos aprobados en el concilio de Calcedonia y no estaban dispuestos a colaborar con los ejércitos imperiales. Aunque luego recibieron ayuda de Cosroes, lo cierto es que tampoco se opusieron a los ejércitos bizantinos en el periodo 600-638, y muchos rechazaban la ocupación persa. Nicetas dirigía la resistencia bizantina en Alejandría. Tras un asedio de un año, los asediados fueron vencidos, se supone que vendidos por un traidor que indicó a los persas la existencia de un canal abandonado que les permitió entrar en la ciudad. Nicetas huyó a Chipre con el patriarca Juan el Limosnero, que había colaborado estrechamente con él en Egipto. Se desconoce el destino de Nicetas, ya que las fuentes dejan de mencionarlo, pero es probable que Heraclio perdiese con él a un lugarteniente fiel. La pérdida de Egipto fue un descalabro para los bizantinos ya que Constantinopla dependía del grano egipcio para alimentar a la población. La entrega gratuita de cereal a la población capitalina, que tenía su origen en una costumbre similar que había existido en Roma, cesó en consecuencia en el 618.
Tras conquistar Egipto, Cosroes envió la siguiente misiva a Heraclio:

Cosroes, el mayor de los dioses y amo de la Tierra, a Heraclio, esclavo vil e insensato. ¿Por qué te empeñas en rechazar nuestra autoridad y te sigues llamando rey? ¿No he debelado a los griegos? Afirmas fiar en tu dios. ¿Por qué no me ha despojado de Cesarea, Jerusalén y Alejandría? ¿No destruiré acaso Constantinopla? Te perdonaré, empero, tus faltas si te sometes y vienes a mí con tu esposa e hijos; te daré tierras y viñas y olivares y te otorgaré mi favor. No te engañes y fíes en ese Cristo, que no pudo salvarse de los judíos, quienes lo mataron clavándolo en la cruz. Incluso si te cobijas en las profundidades del mar, alargaré mi mano y te apresaré, pese a tus deseos.
Cosroes II

### Anatolia
Los sasánidas alcanzaron Calcedonia en el 615, lugar en el que, según Sebeos, Heraclio había prometido abdicar, transformar el imperio en vasallo de Cosroes II, y dejar que este eligiese a su sucesor en el trono constantinopolitano. La suerte de los bizantinos empeoró con la caída de la ciudad en el 617; el ejército de Shabin se encontró entonces frente a Constantinopla. El general sasánida recibió cortésmente a los emisarios bizantinos llegados para tratar la paz, pero rehusó parlamentar por carecer de autoridad para ello, y aconsejó a Heraclio que se dirigiese directamente a Cosroes, quien, por su parte, rechazó la propuesta bizantina. Pese a ello, el ejército persa se retiró poco después, probablemente para participar en la conquista de Egipto. Aun así, la suerte de la guerra siguió siendo favorable a los sasánidas, que se apoderaron de Ancira, una importante plaza fuerte del centro de la meseta anatolia en el 620 o el 622. Rodas y otras islas del Egeo oriental también cayeron en su poder en el 622/3, lo que hizo temer a los bizantinos que el enemigo atacase la capital por mar. El aprieto parecía tan grave, que Heraclio sopesó incluso trasladar el gobierno imperial a Cartago, en África.

## Recuperación bizantina

### Reorganización
La carta de Cosroes no amilanó a Heraclio, que se decidió a abordar un ataque a la desesperada contra el enemigo. Organizó los territorios del imperio que no habían sido ocupados para poder proseguir la guerra. En el 615, se había emitido una nueva moneda de plata, de menor ley (6,82 gramos), en la que aparecían las efigies de Heraclio y de su hijo Heraclio Constantino con la desusada inscripción Deus adiuta Romanis («Que Dios ayude a los romanos»), señal de la situación desesperada del imperio. También los follis de cobre se acuñaron con menor peso (pasaron de los once gramos a entre ocho y nueve). La hacienda imperial había perdido, junto con las provincias, gran parte de sus ingresos; para colmo de males, estalló una epidemia en el 619, lo que también menguó los ingresos y extendió el temor a un castigo divino. La devaluación de la moneda les permitió a los bizantinos mantener el nivel de gasto pese a la pérdida de recaudación del fisco.
El emperador también redujo a la mitad los sueldos de los funcionarios, aumentó los impuestos, impuso préstamos obligatorios y aplicó grandes multas a los funcionarios corruptos, todo para reunir fondos con los que sufragar su siguiente contraofensiva. Aunque la Iglesia se hallaba dividida sobre la conveniencia del matrimonio imperial (algunos tenían la unión de Heraclio con su sobrina Martina por incestuosa), el clero apoyó rotundamente las medidas del emperador contra los persas, proclamó que el deber de los cristianos era combatirlos y le concedió un préstamo bélico en el que se incluyeron todos los objetos eclesiásticos de oro y plata de la capital. Se despojó a los monumentos de sus adornos de oro, plata y bronce, operación de la que no se libró la mismísima catedral de Santa Sofía. Algunos historiadores, ya desde el Medievo con Guillermo de Tiro, consideraron la campaña de Heraclio la primera cruzada o, al menos, su precedente; otros, como Kaegi, disienten, ya que consideran que la motivación religiosa fue únicamente un aspecto de la ofensiva imperial. El emperador logró reunir miles de voluntarios, que fueron equipados merced al dinero aportado por la Iglesia. El propio emperador se decidió a mandar el ejército en persona. Las medidas de urgencia permitieron así recuperar el número de tropas del ejército, mejorar su armamento, dotarlo de un jefe capaz y recuperar la situación fiscal.
Georg Ostrogorsky afirmó que los voluntarios se pudieron reunir gracias a la creación en Anatolia de cuatro themas, en las que aquellos recibieron tierras inalienables a cambio de que ellos y sus descendientes sirviesen en los ejércitos. Otros historiadores posteriores, sin embargo, disienten y creen que el surgimiento de los themas fue posterior, en tiempos del sucesor de Heraclio, Constante II.

### Contraofensiva bizantina
En 622, Heraclio ya estaba listo para emprender el contraataque. Partió de Constantinopla al día siguiente de la Pascua, el domingo 4 de abril del 622. Su joven hijo, Heraclio Constantino, quedó como regente, a cargo del patriarca Sergio y del patricio Bono. El emperador pasó el verano adiestrando a su ejército y puliendo sus dotes de mando. En el otoño, puso en peligro las líneas de comunicación enemigas entre Anatolia y el valle del Éufrates penetrando en Capadocia. Esto obligó a los persas de Shahrbaraz a replegarse de Bitinia y Galacia hacia el este de la península, para evitar que Heraclio pudiese invadir Persia.
No se conocen los detalles de lo que sucedió a continuación, pero se sabe que el emperador bizantino obtuvo una aplastante victoria sobre Shahrbaraz en el otoño del 622. El motivo principal de su triunfo fue que descubrió a las fuerzas enemigas apostadas para tenderle una celada, lo que le permitió prepararse para desbaratarla; una vez trabado el combate, fingió retirarse. Los persas abandonaron sus escondites para perseguirlo y entonces las fuerzas selectas del ejército bizantino, los optimates, acometieron a los persas, que huyeron. Merced a esta victoria, Heraclio expulsó a los persas de Anatolia. A continuación, sin embargo, tuvo que volver a Constantinopla, a afrontar la amenaza de los ávaros a las provincias balcánicas; el ejército que había combatido a los persas se aprestó a invernar en el Ponto.

### La amenaza ávara
Mientras los bizantinos se hallaban enfrascados combatiendo a los persas, los ávaros y los eslavos irrumpieron en los Balcanes, conquistaron varias ciudades (entre ellas Singidunum, Viminacium, Naissus y Serdica) y destruyeron Salona en el 614. Isidoro de Sevilla afirma que incluso arrebataron «Grecia» a los bizantinos. Los ávaros también corrieron Tracia, desbaratando el comercio y la agricultura incluso a las puertas de la capital del imperio. Los numerosos intentos de los invasores de apoderarse de Tesalónica, la ciudad imperial más importante de los Balcanes aparte de la capital, fracasaron, lo que hizo que los bizantinos contasen con un centro crucial en la región para organizar el contraataque. Otras ciudades menores del Adriático como Jadar (Zadar), Tragurium, Butua, Scodra y Lissus también se libraron de la invasión.
Esta amenaza impidió a los bizantinos concentrar todas sus fuerzas contra los persas. Heraclio envió un emisario al gran kan ávaro, que le comunicó a este la disposición de los bizantinos a pagar un tributo a cambio de que los ávaros se retirasen al norte del Danubio. El jagán solicitó una reunión para el 5 de junio del 623 en Heraclea de Tracia, donde se hallaba su ejército; el emperador bizantino aceptó la petición y se presentó acompañado por su séquito. El jagán, sin embargo, apostó jinetes en el camino a Heraclea para emboscar al emperador, capturarlo y solicitar rescate por él.
Heraclio fue avisado de la trampa y se zafó de la emboscada, pero tuvo que huir a Constantinopla perseguido por los ávaros. Muchos de los cortesanos y unos setenta mil labradores tracios, sin embargo, no pudieron escapar de los ávaros, que los pasaron por las armas. Pese a esta traición, Heraclio tuvo que pagar a los ávaros doscientos mil sólidos y entregar a su hijo natural Juan Atalarico, a su sobrino Esteban y al hijo ilegítimo del patricio Bono como rehenes a cambio de la paz. El fin temporal del conflicto con los ávaros le permitió centrarse en la guerra con los sasánidas.

### Campaña bizantina en Persia
Heraclio propuso a Cosroes firmar la paz en torno al 624; si el rey persa rechazaba el ofrecimiento bizantino, el emperador amenazó con invadir su reino, pero pese a esto Cosroes se negó a poner fin a la guerra. El 25 de marzo del 624, Heraclio partió de Constantinopla para asaltar el núcleo del Estado enemigo. Sin preocuparse por asegurar la retaguardia o las comunicaciones por mar, cruzó Armenia y Azerbaiyán para internarse en el corazón del imperio persa. Según los cálculos de Kaegi, el emperador bizantino contaba a lo sumo con cuarenta mil soldados y el tamaño de su ejército probablemente estuviese entre los veinte y los veinticuatro mil. Antes de atravesar la zona caucásica, retomó Cesarea.
Luego avanzó a lo largo del Araxes, destruyó Dvin, capital armenia en poder de los persas, y Najicheván. En Ganzak, se encontró con el ejército persa, compuesto por unos cuarenta mil soldados. Unos exploradores árabes lograron capturar a algunos de los miembros de la guardia leal, que fueron pasados por las armas, y la maniobra desbarató al ejército enemigo. Seguidamente, Heraclio destruyó el famoso templo del fuego de Tajt-e Soleimán, que era un importante santuario zoroástrico. Heraclio alcanzó incluso Gayshawan, una de las residencias de Cosroes en Adurbadagán.

Campaña de Heraclio en el 624, 625 y 627-628 por Armenia, Anatolia y Mesopotamia.

El emperador invernó en Albania y dedicó la estación a aprestar sus fuerzas para la campaña del año siguiente. Cosroes, por su parte, trató de hostigarlo, enviando contra él tres ejércitos, que mandaban respectivamente Shahrbaraz, Shahin y Shahraplakan, con el objetivo de aniquilar a las fuerzas bizantinas. Shahraplakan recuperó el territorio hasta Syunik' y trató de apoderarse de los puertos de montaña. Shahrbaraz fue el encargado de cortar la retirada a Heraclio por Iberia, mientras que Shahin fue a cerrar el puerto de Bitlis. Heraclio planeaba enfrentarse por separado a cada uno de los tres ejércitos enemigos, pero antes tuvo que calmar a sus tropas y a sus preocupados aliados de Lázica, Abjasia e Iberia, inquietos por el cerco del enemigo.
El emperador envió a los persas a dos soldados que se fingieron desertores y que comunicaron a Shahrbaraz que los bizantinos se retiraban ante las huestes de Shahin. Las envidias entre los jefes persas hicieron que Shahrbaraz se apresurase a participar en lo que parecía un triunfo asegurado sobre los bizantinos. Heraclio se enfrentó sucesivamente a las fuerzas de Shahraplakan y Shahin en Tigranocerta y venció a las dos. Shahin perdió su bagaje. Tras la victoria sobre los dos generales sasánidas, Heraclio cruzó el Araxes y acampó en las llanuras de la otra orilla. Shahin, que había reunido a los supervivientes de su ejército y a los del de Shahraplakan, se unió a Shahrbaraz para perseguirlo, maniobra que complicó lo cenagoso del terreno. En Aliovit, Shahrbaraz dividió sus fuerzas; envió seis mil soldados a emboscar a Heraclio y mantuvo al resto de su ejército en Aliovit. El emperador, sin embargo, realizó un ataque nocturno por sorpresa al campamento persa  en febrero del 625, y lo destruyó. Shahrbaraz pudo escapar a duras penas, desnudo y solo, tras haber perdido su harén, su bagaje y a sus tropas.
Heraclio pasó el resto del invierno al norte del lago Van. En el 625, su ejército trató de avanzar hacia el Éufrates. En siete días, rodeó el monte Ararat, recorrió más de trescientos kilómetros siguiendo el curso del Arsanias y conquistó Amida y Martirópolis, importantes plazas fuertes de la región del alto Tigris. Heraclió prosiguió hacia el Éufrates, perseguido por Shahrbaraz. Según las fuentes árabes, los persas detuvieron su marcha en el río Satidama o en el Batman Su, donde lograron vencerlo; las fuentes bizantinas, por el contrario, no mencionan esta derrota. Los ejércitos disputaron asimismo una escaramuza junto al Sarus, cerca de Adana. Shahrbaraz dispuso sus fuerzas frente a las bizantinas, con el río entre ambas. Los bizantinos las acometieron cruzando el puente que comunicaba las dos orillas. Shahrbaraz fingió retirarse para conducir a los bizantinos a una celada, que aniquiló en pocos minutos a la vanguardia enemiga. Los persas, sin embargo, no habían bloqueado el puente, lo que le permitió a Heraclio acudir al frente de la retaguardia del ejército y, pese a los ataques de los arqueros enemigos, vencer. Shahrbaraz expresó su admiración por el emperador a un renegado griego que lo acompañaba: «¡Observa a tu emperador! Teme tanto a estas flechas y lanzas como lo haría un yunque». La batalla del Sarus en realidad fue una hábil retirada bizantina cuya trascendencia exageraron sus cronistas. Tras la batalla, el ejército bizantino pasó el invierno en Trebisonda.

## Apogeo del conflicto

### El asedio de Constantinopla

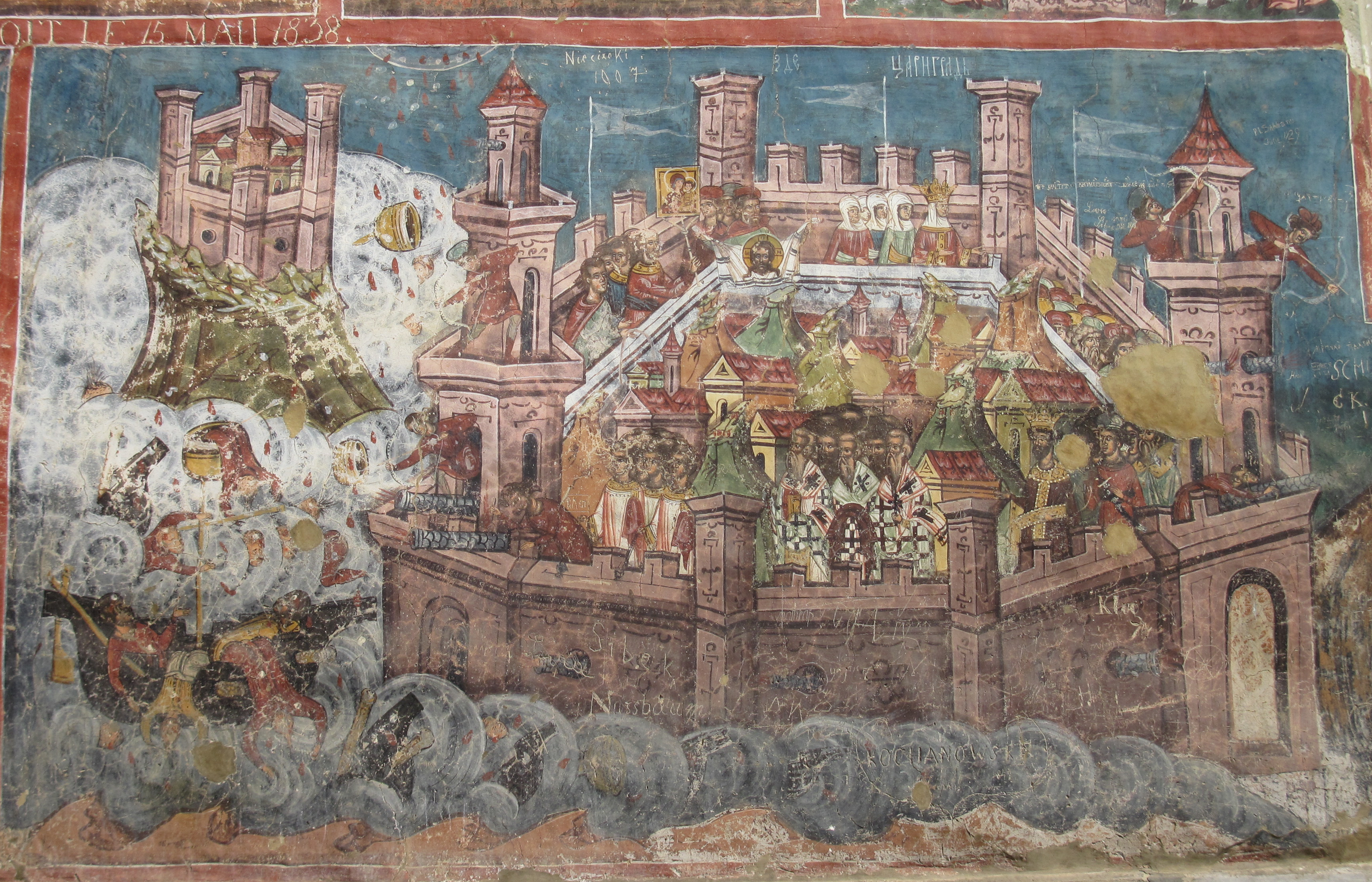
El asedio de Constantinopla del 626 acometido por fuerzas sasánidas, ávaras y eslavas, en un fresco del monasterio de Moldovița, en Rumanía.

Cosroes se preparó para contraatacar y reunió dos nuevos ejércitos, para los que reclutó incluso extranjeros. Shahin recibió el mando de cincuenta mil soldados para proteger desde Mesopotamia y Armenia Persia y evitar que la invadiese el enemigo; otro ejército, de menor tamaño, fue encomendado a Shahrbaraz y, rodeando las fuerzas bizantinas, marchó hacia Calcedonia. Cosroes acordó también con el jagán ávaro un ataque coordinado contra Constantinopla, desde Asia y Europa. Los persas se concentraron en Calcedonia al tiempo que los ávaros hacían lo propio en el lado europeo de la capital bizantina y destruían el acueducto de Valente. El dominio del Bósforo, sin embargo, lo tenía la Armada bizantina, lo que impidió a los persas cruzarlo para colaborar con las acciones de los ávaros. Esto perjudicó a los sitiadores, pues los persas sí que eran expertos en poliorcética. La armada bizantina estorbaba además las comunicaciones entre los aliados, aunque no pudo desbaratarlas por completo.
La dirección de la defensa de Constantinopla le ejercían el patriarca Sergio y el patricio Bono. Al enterarse del asedio que sufría la ciudad, Heraclio dividió sus fuerzas en tres grupos y, aunque creía que la capital no sufría verdadero peligro, le envió uno de ellos como refuerzo y para animar a los defensores. Otro de los grupos, que encomendó a su hermano Teodoro, marchó a combatir a Shahin; el tercero y menor de todos lo guardó para sí, con el fin de talar las tierras persas.

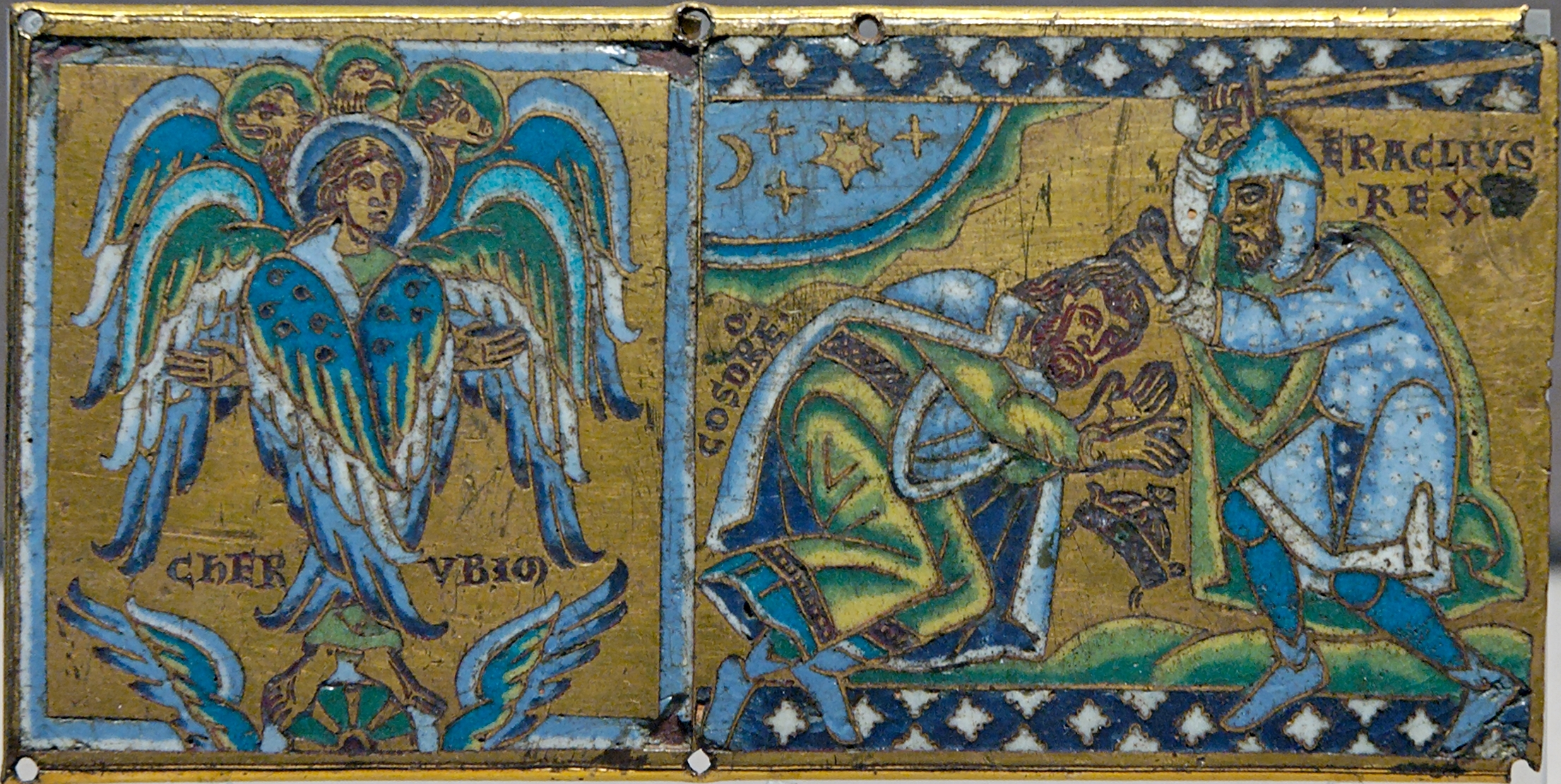
Un querubín y el emperador Heraclio reciben la sumisión de Cosroes II en una placa de esmalte vidriado sobre cobre dorado del 1160-1170.

El 29 de junio del 626, los aliados emprendieron un asalto común a las murallas constantinopolitanas. La ciudad la defendían doce mil jinetes veteranos, que tuvieron que enfrentarse a los sitiadores, unos ochenta mil en total, entre ávaros y eslavos. Los bombardeos, que duraron un mes sin interrupción, no hicieron mella en el ánimo de los defensores, sostenido por el fervor del patriarca Sergio y sus procesiones junto a las murallas con el icono de la Virgen María, que hacían pensar a los bizantinos que contaban la protección divina.
El 7 de agosto, las naves bizantinas cercaron y destruyeron un grupo de balsas persas que pretendía pasar tropas a la orilla europea del Bósforo. Por su parte, ávaros y eslavos trataron de asaltar las murallas que daban al Cuerno de Oro al tiempo que el grueso del ejército ávaro lanzaba un embate contra las murallas terrestres de Constantinopla. Sin embargo, las galeras del patricio Bono, embistieron a las embarcaciones eslavas, destruyéndolas y el asalto por el lado de tierra también fracaso entre el 6 y el 7 de agosto. Sabedores de la derrota de Shahin a manos de Teodoro (se supone que el general persa murió de la consiguiente depresión debida a la derrota), los ávaros decidieron levantar el cerco y regresar a los Balcanes, cosa que hicieron en apenas dos días. Nunca volvieron a amenazar la capital bizantina. Aunque el ejército de Shahrbaraz se hallaba todavía en Calcedonia, el peligro para Constantinopla había pasado con la retirada de sus aliados. En agradecimiento por el fin del asedio y la supuesta protección virginal que había permitido resistirla se compuso el himno acatisto, de autor anónimo que pudo ser el propio patriarca Sergio o Jorge de Pisidia.
Los sasánidas sufrieron otro grave revés cuando Shahrbaraz, al que Heraclio envió cartas interceptadas de Cosroes en las que este ordenaba que se diese muerte al general, se pasó a las filas bizantinas. Shahrbaraz trasladó sus huestes al norte de Siria, desde donde podía tomar partido por uno u otro de los monarcas según le conviniese. Pese a ello, la eliminación al menos temporal del mejor general sasánida y de algunas de las mejores tropas enemigas aseguró el flanco bizantino antes de la próxima expedición a Persia.

### Liga turco-bizantina
Durante el asedio de Constantinopla, Heraclio formó una liga con los jázaros, cuyo caudillo era Ziebel; se cree que corresponden al kanato de los turcos occidentales de la confederación de los turcos azules que mandaba el jagán Tong Yabghu; los bizantinos se ganaron al nuevo aliado mediante fabulosos regalos y la promesa de matrimonio del kan con la princesa Eudoxia Epifania. En el 568, los turcos, por entonces acaudillados por Istami, habían solicitado la ayuda bizantina a raíz de las tensiones que habían tenido con los persas por asuntos comerciales. Istämi había enviado una embajada a los bizantinos, presidida por el diplomático sogdiano Maniah, que llegó a Constantinopla en el 568 y entregó seda al emperador Justino II, al tiempo que le proponía una alianza contra la Persia sasánida. Justino II aceptó la propuesta y envió a su vez a unos emisarios a tratar con el jagán turco; se estableció así una ruta para el comercio de seda china que evitaba los territorios persas y satisfizo este anhelo de los sogdianos.

Mapa de la batalla de Nínive.

Los turcos, establecidos en el Cáucaso, enviaron cuarenta mil soldados a devastar las tierras persas en el 626, lo que desencadenó la tercera guerra turco-persa. Las operaciones conjuntas de bizantinos y turcos occidentales se centraron luego en cercar Tiflis; los bizantinos emplearon fundíbulos para abrir brecha en las murallas de la ciudad. Cosroes envió a Shahraplakan con mil soldados de caballería para reforzar las defensas de la ciudad, lo que no impidió que cayese en poder de los sitiadores, probablemente a finales del 628. Ziebel falleció también por esa época, lo que anuló el prometido matrimonio de Epifania. Al tiempo que se desarrollaba el sitio de Tiflis, Heraclio aseguraba también sus posiciones en el alto Tigris.

### Batalla de Nínive
Mediado septiembre del 627, Heraclio invadió el núcleo del imperio enemigo en una incursión sorpresa en pleno invierno, dejando a Ziebel que se encargase de rematar el sitio de Tiflis. El emperador llevó consigo entre veinticinco y cincuenta mil bizantinos y cuarenta mil turcos; estos, sin embargo, lo abandonaron pronto debido a que no estaban acostumbrados a la dureza del clima invernal en la zona y al duro acoso de los persas. Pese a todo, Heraclio avanzó rápidamente, perseguido por un ejército persa al mando del armenio Rhahzadh, que, no obstante, tenía problemas para asegurar los abastos a sus tropas ya que los bizantinos que le precedían los acaparaban en su marcha hacia el sur, en dirección a Asiria.
Heraclio se enfrentó a Rhahzadh cerca de las ruinas de Nínive a finales de año, antes de que este pudiese recibir refuerzos. La batalla de Nínive se disputó en medio de la niebla, lo que redujo la efectividad de los proyectiles persas. El emperador fingió retirarse y atrajo mediante este ardid a los persas a la llanura; cuando lo hubo logrado, se volvió a acometerlos, lo que sorprendió al enemigo. Tras ocho horas de combate, los persas inopinadamente se retiraron a las faldas de las colinas cercanas, aunque manteniendo el orden en sus filas. En la lid habían perdido unos seis mil hombres. La Historia breve del patriarca Nicéforo afirma que Rhahzadh retó a Heraclio a combate singular y que este lo mató de un solo tajo; otros dos campeones sasánidas también cayeron ante el soberano bizantino. Este, no obstante, fue herido en el labio.

### Fin de la contienda

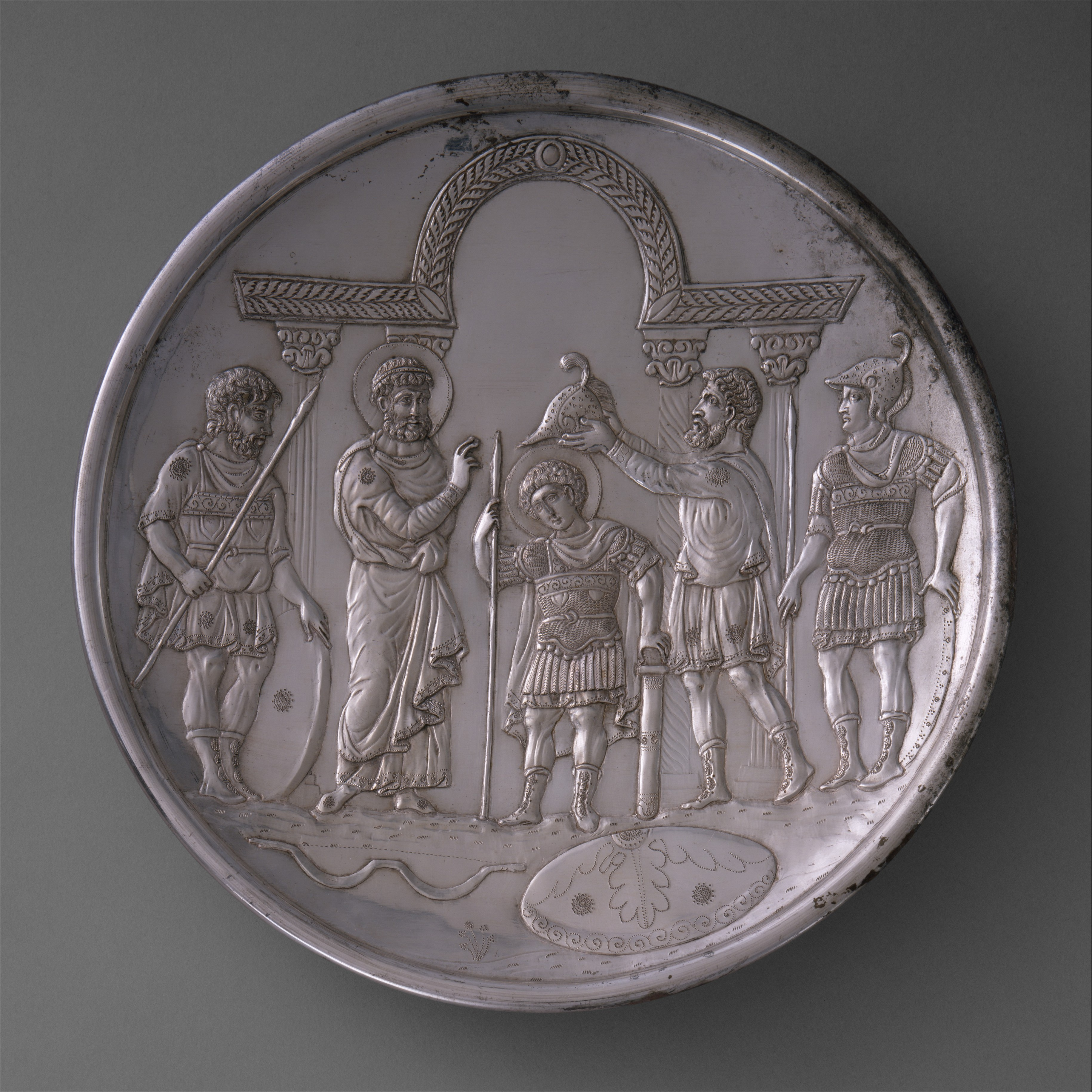
Bandeja de plata que muestra la ceremonia de la concesión de armas a David. Pieza bizantina del 629-630, tras el final de la larga guerra con los sasánidas.

Ya sin oposición, Heraclio pudo saquear Dastagird, donde se hallaba uno de los palacios de Cosroes, del que obtuvo fabulosas riquezas y en el que recuperó trescientos estandartes bizantinos. Cosroes había huido a las montañas de Susiana, en las que pretendía recabar ayuda para defender Ctesifonte. Heraclio envió un ultimátum al soberano sasánida:

Busco y persigo la paz. No incendio Persia por gusto, sino porque me obligas a ello. Arrojemos las armas y abracemos la paz. Apaguemos el fuego antes de que lo consuma todo.
Ultimátum de Heraclio a Cosroes II, 6 de enero del 628

El emperador bizantino, sin embargo, no podía asaltar Ctesifonte, ya que no podía cruzar el canal de Naraván a causa del hundimiento del puente que servía para franquearlo, y no trató de rodearlo. Estas dificultades resultaron intrascendentes, pues el ejército persa se rebeló contra Cosroes, lo derrocó y entregó la corona persa a su hijo Kavadh II, también conocido como Siroes. Cosroes fue enviado a las mazmorras durante cinco días, en los que apenas se lo alimentó; al quinto día se lo ajustició lentamente a flechazos. Kavadh enseguida envió emisarios a Heraclio para tratar la paz. Este no impuso duras condiciones a los persas, sabedor de que su propio Estado estaba agotado y convenía firmar la paz cuanto antes. Según lo estipulado en el tratado que puso fin a la guerra, los bizantinos recuperaron todos los territorios que habían perdido en ella, a sus cautivos en manos sasánidas, recibieron una compensación de guerra y, algo de gran importancia para ellos, recuperaron la Vera Cruz y las reliquias que los persas se habían llevado de Jerusalén en el 614.

## Consecuencias

### Inmediatas

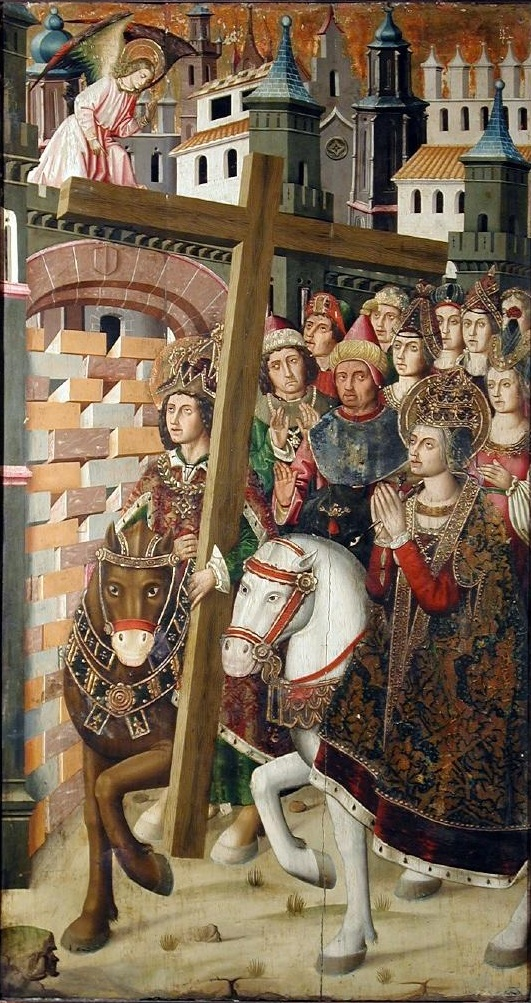
Heraclio devuelve la Vera Cruz a Jerusalén, acompañado por santa Helena, en una ilustración ibérica del siglo. En realidad, la santa había vivido varios siglos antes.

Tras varios meses de viaje, Heraclio regresó triunfalmente a Constantinopla, donde le recibió el pueblo, su hijo Heraclio Constantino y el patriarca Sergio, que se postraron ante él en señal de agradecimiento por sus triunfos. El tratado con los persas permitió recuperar la esponja sagrada, que se unió a la Vera Cruz en una compleja ceremonia que se verificó el 14 de septiembre del 629. El desfile correspondiente se dirigió a Santa Sofía; en la catedral, la cruz se colocó sobre el altar mayor. Para muchos, la ceremonia pareció marcar el comienzo de una nueva época de gloria para el imperio.
La victoria afianzó el prestigio militar del emperador. En zonas latinohablantes del imperio se le llamó el nuevo Escipión por sus seis años de victorias ininterrumpidas y por llevar al ejército romano allá donde ningún general lo había hecho antes; sin embargo, en el resto del imperio, de habla griega, se le comparó con Alejandro Magno y los generales griegos antiguos. El poeta Jorge de Pisidia en su poema La campaña de Heraclio contra los persas en 622, menciona que Heraclio era comparable a Alejandro el Grande y Timoteo. La colocación de la Vera Cruz en la catedral capitalina fue el colofón de sus triunfos. Si hubiese fallecido entonces, se le habría recordado como el mejor general romano desde tiempos de Julio César. Sin embargo, las posteriores derrotas frente a los musulmanes empañaron su fama. Norwich afirma que Heraclio «vivió demasiado» para poder mantener su prestigio.
Por su parte, los sasánidas estaban enfrascados en tratar de mantener un gobierno estatal estable. Kavadh II falleció pocos meses después de su entronización, lo que sumió al país en una serie de guerras por el poder. Ardashir III, Shahrbaraz —el aliado de Heraclio— y dos hijas de Cosroes, Purandujt y Azarmidujt, se sucedieron rápidamente en el trono sasánida, del que apenas gozaron unos meses. La estabilidad se recobró con el advenimiento de Yazdgerd III, nieto de Cosroes II, en el 632; para entonces, sin embargo, el imperio se hallaba ya amenazado de muerte.

### Posteriores
La devastación de la guerra del 602-628, que se sumó a los estragos de las anteriores —los dos imperios habían estado en conflicto casi un siglo con escasas interrupciones—, agotó a los dos Estados. El sasánida sufrió también una decadencia económica, los efectos de los onerosos impuestos recaudados por Cosroes para sufragar sus campañas, conflictos religiosos y el reforzamiento del poder de los terratenientes provinciales a costa de la autoridad real. Las victorias de Heraclio debilitaron notablemente al imperio enemigo.
Las consecuencias también fueron funestas para los bizantinos, que perdieron casi todo el territorio balcánico, que pasó a poder de los eslavos. Por añadidura,  Anatolia había quedado arrasada por las sucesivas invasiones persas y la autoridad imperial en las provincias recién recuperadas en el Cáucaso, Levante, Mesopotamia y Egipto era débil debido a los años de ocupación persa. Con la hacienda imperial quebrada, el Gobierno bizantino tenía problemas para remunerar a los veteranos de las guerras persas y para reclutar nuevos soldados. Según Foss, esta guerra marcó el comienzo del fin de la Antigüedad Clásica en Asia Menor.
Ninguno de los dos imperios tuvo mucho tiempo para recuperarse de las consecuencias de la guerra, pues ambos tuvieron que enfrentarse pocos años después a las invasiones de los árabes, unidos en la nueva fe islámica. Según Liska, la excesiva duración de la contienda allanó la expansión musulmana. El Imperio sasánida sucumbió rápidamente a los embates musulmanes y desapareció. Por su parte, en las guerras árabo-bizantinas, el agotado Imperio bizantino perdió las provincias meridionales y orientales (el Levante, Armenia, Egipto y el Magreb, y quedó reducido a un núcleo formado por Anatolia, ciertas islas y algunos pequeños enclaves en los Balcanes e Italia. A diferencia del sasánida, no obstante, el Imperio bizantino sobrevivió a las acometidas árabes y desbarató dos asedios: el de 674-678 y el de 717-718. Los árabes arrebataron a los bizantinos también Creta y el sur de Italia en guerras posteriores, pero el imperio logró luego recuperarlos. Los árabes se adueñaron asimismo de las Baleares, Cerdeña, y Sicilia, y los lombardos de Córcega, a lo largo del siglo VIII. Los visigodos completaron la conquista de Spania en el 624.

## Composición de los ejércitos y estrategias
Los caballeros de la selecta caballería pesada pesa se denominaban savaranos. La lanza era probablemente su principal arma y era tan recia que podía atravesar a dos hombres de un solo golpe. Los caballos iban recubiertos de una loriga para protegerlos de las flechas. Los arcos persas podían lanzar sus proyectiles a unos 175 metros y solían ser certeros a unos 50-60. Según el Strategikon del emperador Mauricio, los persas usaban a menudo arqueros que, si bien no eran los que alcanzaban mayor distancia con sus dardos, eran los que disparaban con mayor rapidez de entre las naciones conocidas por los bizantinos; por la importancia que concedían a los arqueros, trataban de evitar combatir con mal tiempo, pues este mermaba su eficacia. La formación persa tenía un centro igual de fuerte que las alas. Según el emperador, los persas solían combatir en terreno escabroso para evitar las cargas de los lanceros romanos y tendían a evitar la lucha cuerpo a cuerpo. El Strategikon recomendaba combatir en lo posible a los persas en terreno llano mediante veloces cargas, para evitar a sus arqueros. Los bizantinos los consideraban además buenos en poliorcética y dados a planear detenidamente los choques y las campañas.
En el bando bizantino, el cuerpo principal eran los catafractos, un tipo de caballería pesada. Estos caballeros portaban cota de malla, montaban caballos protegidos con lorigas y blandían principalmente lanzas. Llevaban también pequeños escudos, arcos, espadas de hoja ancha y hachas. La infantería pesada o scutati llevaba rodelas y armaduras de láminas. Portaban lanzas para detener las cargas de la caballería enemiga y hachas para cercenar las patas de las monturas. La infantería ligera o psiloi, por el contrario, solía cubrirse con una cota de cuero y portaba arcos. La tarea principal de la infantería era afianzar las líneas de combate, frenar las acometidas de la caballería enemiga y proteger a la propia. La infantería pesada conjugaba las virtudes de las legiones romanas y las de las falanges griegas.
Los bizantinos empleaban una intensa diplomacia para tratar de atraerse aliados y dividir a sus enemigos. Aunque las gestiones diplomáticas fracasaron en el caso de los sasánidas y de los ávaros, sí que fructificaron en el caso de los eslavos —que más tarde formaron los grupos serbio y croata— y sirvieron para que estos se enfrentasen con los ávaros, y en el de los turcos occidentales, con los que se firmó una liga.
En sus primeras campañas, en especial las libradas en Anatolia, es probable que Heraclio abasteciese a sus huestes mediante exacciones a la población de la región. Lo crudo del invierno en la zona y la necesidad de forraje para las monturas limitaron las incursiones bizantinas en Persia. Las campañas invernales eran además arriesgadas, pues la tropa tendía a amotinarse en condiciones extremas, como había sucedido con el emperador Mauricio, derrocado por soldados que tuvieron que soportar duras condiciones de invernada. Según Luttwak, la caballería turca, que contaba con resistentes monturas que podían atravesar casi cualquier terreno y sustentarse con cualquier vegetación, desempeñó un papel crucial en la campaña invernal del 627 en el montuoso noroeste iraní. En esta campaña, los víveres para las tropas se obtuvieron de las propias tierras persas que atravesaba el ejército. La victoria de Nínive y la ocupación de los palacios sasánidas resolvieron los problemas de abastecimiento y de las invernadas.
Por su parte, los ávaros contaban con arqueros montados con arcos compuestos que también podían combatir como lanceros. tenían conocimientos de poliorcética y sabían utilizar fundíbulos y torres de asedio. Cuando asediaron Constantinopla, erigieron murallas para protegerse de posibles salidas de los sitiados y manteletes para evitar las flechas bizantinas. Al igual que otros grupos nómadas, contaban en sus filas con guerreros de otras naciones, como los gépidos y los eslavos. Su dependencia del terreno para el sustento hacía, sin embargo, que no pudiesen sostener largos asedios, situación que se agudizaba por la menor movilidad de sus aliados, a los que también tenían que abastecer.